# Dolina Drwęcy
Dolina Drwęcy (315.13) – mezoregion fizycznogeograficzny w środkowo-północnej Polsce, stanowiący środkowo-północną część Pojezierza Chełmińsko-Dobrzyńskiego. 

## Położenie
Region graniczy na północy i wschodzie z Równiną Olsztynka, od zachodu i północnego zachodu z Równiną Iławską, Pojezierzem Brodnickim i Pojezierzem Chełmińskim, od południowego zachodu z Kotliną Toruńską, a od południowego wschodu z Pojezierzem Dobrzyńskim i Garbem Lubawskim. Dolina Drwęcy leży na pograniczu województw kujawsko-pomorskiego i warmińsko-mazurskiego.
Głównymi ośrodkami miejskimi regionu są Ostróda, Nowe Miasto Lubawskie, Brodnica i Golub-Dobrzyń. Ponadto wsie Mszanowo, Kurzętnik, Bartniczka, Ciechocin i Lubicz Dolny.

## Charakterystyka
Mezoregion stanowi wąską i wydłużoną (ok. 100 km) dolinę Drwęcy o orientacji północny wschód - południowy zachód. Region ma kształt lecącego ptaka z punktem centralnym w okolicach Bartniczki. Jest to pradolina erozyjna ukształtowana przez wody odpływowe lodowców, wcięta w przylegające morenowe wysoczyzny pojezierzy.
W pobliżu ujścia Drwęcy do Wisły występuje dobrze rozwinięty system tarasów z jeziorami i bezodpływowymi nieckami. Wzdłuż całej długości doliny leży rezerwat przyrody Rzeka Drwęca.